# 2023 BU
كويكب 2023 BU هو جسم قريب من الأرض مر على بعد 9,967 ± 1 كـم (6,193.21 ± 0.62 ميل) من مركز الأرض في حوالي 27 كانون الثاني (يناير) 2023 الساعة 00:29 بالتوقيت العالمي. بما أن نصف قطر الأرض حوالي 6,378 كـم (3,963 ميل) ، كان من المتوقع أن يمر هذا الكويكب على ارتفاع حوالي 3,589 ± 1 كـم (2,230.10 ± 0.62 ميل) من سطح الأرض فوق الطرف الجنوبي لأمريكا الجنوبية . مر الكويكب على ارتفاع فوق مدار أرضي منخفض يبلغ 2,000 كـم (1,200 ميل) وتحت المدار الجغرافي الثابت بالنسبة للأرض وهو 36,000 كـم (22,000 ميل) . يبلغ قطر الكويكب بين 3 - 8 أمتار  واقترب من الأرض من سماء الليل. إنه رابع أقرب التقاء غير مؤثر معروف للأرض بعد 2020 VT4 و 2020 QG.

## التفاصيل المدارية

,,

وصل الكويكب إلى الحضيض (أقرب اقتراب من الشمس) في 27 يناير 2023 ، بعد أربع ساعات من الاقتراب من الأرض. تم تصوير الكويكب 2023 BU لأول مرة بواسطة Gennadiy Borisov في Nauchnyi ، بشبه جزيرة القرم ، في 21 يناير 2023 23:53 UT ، حوالي خمسة أيام قبل الاقتراب الأقرب من الأرض . وشوهد آخر مرة في 31 يناير 2023.
| تاريخ ووقت أقرب نهج | مسافة الأرض </br> ( أستراليا )      | مسافة الشمس </br> (أستراليا)       | سرعة </br> wrt الأرض </br> (كم / ث) | سرعة </br> ورد صن </br> (كم / ث) | منطقة عدم اليقين </br> ( 3 سيغما ) | مرجع |
| ------------------- | ----------------------------------- | ---------------------------------- | ----------------------------------- | -------------------------------- | ---------------------------------- | ---- |
| 2023-01-27 00:29    | 0.000067 AU (10,000 كـم؛ 0.0261 LD) | 0.985 AU (147.4 مليون كـم؛ 383 LD) | 9.3                                 | 35.2                             | ± 1 كم                             | آفاق |

سيؤدي تأثير الجاذبية للأقتراب من الأرض لعام 2023 إلى زيادة الفترة المدارية من 359 يومًا إلى ما يقدر بـ 425 يومًا. سوف ترفع مسافات الحضيض و الأوج. سرعة مواجهة الأرض المنخفضة نسبيًا البالغة 9.3 كم/ث (21,000 ميل/س) هي نتيجة للانحراف المداري المنخفض للكويكب ومداره يعتبر شبيه بمدار الأرض.
| معامل       | عصر             | فترة </br> (ع) | افيليون </br> (س) | الحضيض </br> (ف) | نصف المحور الرئيسي </br> (أ) | غرابة </br> (هـ) | ميل </br> (أنا) |
| الوحدات     |                 | (أيام)         | AU                | AU               | AU                           |                  | (°)             |
| ----------- | --------------- | -------------- | ----------------- | ---------------- | ---------------------------- | ---------------- | --------------- |
| قبل الطيران | 2022-أكتوبر -25 | 358.9          | 1.05              | 0.926            | 0.988                        | 0.063            | 2.35 درجة       |
| بعد الطيران | 2023-25 فبراير  | 425.4          | 1.23              | 0.984            | 1.11                         | 0.111            | 3.75 درجة       |

## تقييم الاقتراب
لم يكن هناك خطر من اصطدام بالأرض خلال الاقتراب بالأرض في عام 2023. بافتراض أن الكويكب يبلغ حجمه التقديري الأكبر 8 أمتار ، فإذا دخل الغلاف الجوي لما وصل إلى الأرض سليمًا وسيتكسر على ارتفاع 30 كيلومترًا فوق سطح الأرض ، وبالتالي لا يمثل سوى الحد الأدنى من التهديد للحياة.
الاصطدامات بالأشياء بقطر في حدود 8 متر (26 ft) يحدث في المتوسط كل 5 سنوات ؛ الاصطدامات بالأشياء 4 متر (13 ft) يحدث في المتوسط مرة كل عام. 2023 BU لديه فرصة 1 من 17 مليون للتأثير على الأرض في 20 يناير 2110.
| JPL SBDB </br> حل     | قوس المراقبة       | تاريخ ووقت أقرب نهج       | منطقة عدم اليقين ( 3-سيجما ) [lower-alpha 1] |
| --------------------- | ------------------ | ------------------------- | -------------------------------------------- |
| مختبر الدفع النفاث 1  | يوم واحد (25 ساعة) | 2023-01-26 21:17 ± 02:22  | ± 2600 كم                                    |
| مختبر الدفع النفاث 2  | يومان (30 ساعة)    | 2023-01-27 00:17 ± 01:05  | ± 1700 كم                                    |
| مختبر الدفع النفاث 3  | 3 أيام (42 ساعة)   | 2023-01-27 00:28 ± 00:10  | ± 262 كم                                     |
| مختبر الدفع النفاث 4  | 3 أيام (39 ساعة)   | 2023-01-27 00:26 ± 00:10  | ± 260 كم                                     |
| مختبر الدفع النفاث 5  | 4 أيام (65 ساعة)   | 2023-01-27 00:28 ± 00:02  | ± 29 كم                                      |
| مختبر الدفع النفاث 6  | 4 أيام (61 ساعة)   | 2023-01-27 00:28 ± 00:02  | ± 27 كم                                      |
| مختبر الدفع النفاث 9  | 5 أيام (121 ساعة)  | 2023-01-27 00:29 ± <00:01 | ± 5 كم                                       |
| مختبر الدفع النفاث 11 | 5 أيام (143 ساعة)  | 2023-01-27 00:29 ± <00:01 | ± 2 كم [lower-alpha 2]                       |
| مختبر الدفع النفاث 12 | 6 أيام (166 ساعة)  | 2023-01-27 00:29 ± <00:01 | ± 0.3 كم                                     |
| JPL 13                | 6 أيام (191 ساعة)  | 2023-01-27 00:29 ± <00:01 | ± 0.2 كم                                     |
| JPL 14                | 6 أيام (194 ساعة)  | 2023-01-27 00:29 ± <00:01 | ± 0.19 كم                                    |
| مختبر الدفع النفاث 15 | 6 أيام (199 ساعة)  | 2023-01-27 00:29 ± <00:01 | ± 0.18 كم                                    |
| مختبر الدفع النفاث 19 | 10 أيام (231 ساعة) | 2023-01-27 00:29 ± <00:01 | ± 0.15 كم                                    |

قالب:Closest non-impacting asteroids to Earth

## أنظر أيضا
- قائمة الكويكبات التي تقترب من الأرض في عام 2023

## روابط خارجية
- قالب:NeoDys
- قالب:ESA-SSA
- 2023 BU في قاعدة بيانات مختبر الدفع النفاث لأجرام النظام الشمسي الصغيرة

- الاكتشاف · مخطط المدار ·  العناصر المدارية · المعلمات المادية

- Archived Scout entry